# Хедер (палатин Венгрии)
Хедер, а также Хедрих, Генрих и Генри (умер после 1164 года) — немецкий рыцарь, возможно, из герцогства Швабия, который вместе со своим братом Вольфером поселился в Королевстве Венгрия и стал членом венгерской знати. Хедер был также родоначальником могущественного клана Хедер и предком семьи Хедервари.

## Происхождение и прибытие
Согласно Венгерской иллюстрированной хронике, Вольфгер (Вольфер) прибыл из Германии в Венгрию вместе со своим младшим братом Генрихом (Хедером) и сорока вооружёнными рыцарями. Вольфгер происходил из графов Хайнбурга. Великий князь венгров Геза пожаловал Вольфгеру во владение гору Кюшен и остров в окрестностях Дьёра, где он построил деревянный замок и основал аббатство, он был похоронен в нём. Братья стали родоначальниками клана Хедер. Согласно Марку из Кальта, братья Вольфгер и Хедрик переселились в Венгрию в правление великого князя Гезы (972—997), отца Иштвана I Святого, первого венгерского короля. Но фактически Вольфер и Хедер прибыли в Венгрию из Германии в первые годы правления короля Гезы II (до 1146 года).
Место происхождения двух братьев является спорным. Шимон из Кезы в хронике «Деяния венгров и гуннов» пишет, что Вольфер и Хедер пришли из «Вильдонии» с сорока вооружёнными солдатами, ссылаясь на замок Бургруин Вильдон в Штирии, однако сам замок был построен только после 1157 года, поэтому эта идентификация неверна. Янош Туроци в своём труде «Хроники венгров» сообщал, что оба рыцаря произошли от Хайнбурга из «Алеманнии», (Герцогство Швабия). По-видимому, версия Кальта более близка к истине, так как в первой половине XII века в Хайнбурге жил некий рыцарь Вольфгер фон Эрлах.

## Карьера
Хедеру были подарены земли и деревни на острове Сигеткёз в графстве Дьёр от короля Венгрии Гезы II, в то время как Вольфер стал владельцем Неметуйвар (сегодня Гюссинг в Австрии), где он основал бенедиктинский монастырь и позже был похоронен там. Хедер возвёл деревянный замок, в котором позже был назван Хедервар (буквально «Замок Хедера») после него. Хедер был предком престижной семьи Хедервари (процветавшей до конца XVII века), в то время как печально известная и могущественная семья Кёсеги происходит от его брата Вольфера. Поскольку позднее род Хедер был назван в честь Хедера, а не в честь его старшего брата, историк Янош Карачоньи утверждал, что Хедер « был более талантлив, чем Вольфер, или жил очень долго». Хедер уже упоминался как ишпан в 1146 году. Клан Хедер стал одним из самых влиятельных венгерских родов к XIII веку. Единственным известным сыном Хедера был Дениш I, который владел землями в Алмаше вместе со своими двоюродными братьями из рода Вольферов. Внук тёзки Хедера (уп. в 1210—1223) служил в качестве ишпана графства Дьёр в 1223 году. Другим его внуком был Дениш II, чья ветвь является прямым потомком семьи Хедервари.
В период с 1150 по 1158 год Хедер занимал должность королевского судьи, вторую по значимости светскую должность после палатина. В этом качестве он убедил Рафаила, аббата Паннонхальмы, одолжить 40 серебряных динари королю Гезе II, который планировал посетить Генриха II, герцога Австрии, со своим двором и большим количеством сопровождающих. Рафаилу пришлось продать церковное поместье, чтобы получить нужную сумму. Когда Геза вторгся в Византийскую империю и осадил Браничево в конце 1154 года, вероятно, Хедер и его брат также участвовали в этой военной кампании вместе с другими немецкими рыцарями, как греческий историк Иоанн Киннам называли их «саксонскими» наёмниками. В страхе быть схваченным и казнённым королём Геза II, его брат и соперник, герцог Иштван IV, искал убежища в Священной Римской Империи летом 1157 года. Фридрих I Барбаросса, император Священной Римской империи, был готов решить конфликт между королём Венгрии Гезой II и Иштваном и направил своих послов в Венгрию. В ответ Геза направил к императору Фридриху свою делегацию, в состав которой входили королевский судья Хедер и епископ Дьёра Гервасиус. На рейхстаге в Регенсбурге в январе 1158 года Хедер и Гервасий отвергли обвинения Иштвана и смогли убедить императора Фридриха Барбароссу отказаться от поддержки претендента. После этого герцог Иштван уехал в Константинополь.
После смерти короля Гезы II Хедер поддержал его пятнадцатилетнего сына Иштвана III, который был коронован 31 мая 1162 года. В следующем 1163 году Хедер был назначен палатином Венгрии и, из-за молодого возраста короля, стал фактическим регентом королевства. Два дяди Иштвана III, Ласло II и Иштван IV, которые присоединились ко двору Византийской империи, оспаривали его право на венгерскую корону. Византийский император Мануил I Комнин начал военную экспедицию против Венгрии. Опасаясь вторжения византийского императора Мануила, венгерские магнаты, в том числе и палатин Хедер, согласились принять Ласло в качестве "компромиссного кандидата" в июле 1162 года. После смерти Ласло Иштван III был вновь восстановлен и разгромил войско претендента Иштвана IV. Хедер занимал должность палатина Венгрии до 1164 года, когда его сменил опытный военачальник Ампуд.

## Средневековые источники
- Simon of Kéza: The Deeds of the Hungarians (Edited and translated by László Veszprémy and Frank Schaer with a study by Jenő Szűcs) (1999). CEU Press. ISBN 963-9116-31-9.
- The Hungarian Illuminated Chronicle: Chronica de Gestis Hungarorum (Edited by Dezső Dercsényi) (1970). Corvina, Taplinger Publishing. ISBN 0-8008-4015-1.

## Современные источники
- Karácsonyi, János. A magyar nemzetségek a XIV. század közepéig. II. kötet [The Hungarian genera until the middle of the 14th century, Vol. 2] (венг.). — Hungarian Academy of Sciences, 1901.
- Kiss, Gábor; Zágorhidi Czigány, Balázs. A Héder nemzetség korai birtokai Vas vármegyében és a küszéni bencés apátság [The Foundation of the Benedictine Abbey in Küszén and the Early Possessions of the Héder Family in Vas County] // Örökség és küldetés. Bencések Magyarországon (Rendtörténeti konferenciák 7/1) (венг.) / Illés, Pál Attila; Juhász-Laczik, Albin. — Magyar Egyháztörténeti Enciklopédia Munkaközösség (METEM), 2012. — С. 172—180. — ISBN 978-963-9662-60-5.
- Makk, Ferenc. The Árpáds and the Comneni: Political Relations between Hungary and Byzantium in the 12th century (Translated by György Novák) (англ.). — Akadémiai Kiadó[англ.], 1989. — ISBN 963-05-5268-X.
- Markó, László. A magyar állam főméltóságai Szent Istvántól napjainkig: Életrajzi Lexikon [Great Officers of State in Hungary from King Saint Stephen to Our Days: A Biographical Encyclopedia] (венг.). — Helikon Kiadó, 2006. — ISBN 963-208-970-7.
- Zsoldos, Attila. Magyarország világi archontológiája, 1000–1301 [Secular Archontology of Hungary, 1000–1301] (венг.). — História, MTA Történettudományi Intézete, 2011. — ISBN 978-963-9627-38-3.